# Rito mozarabico

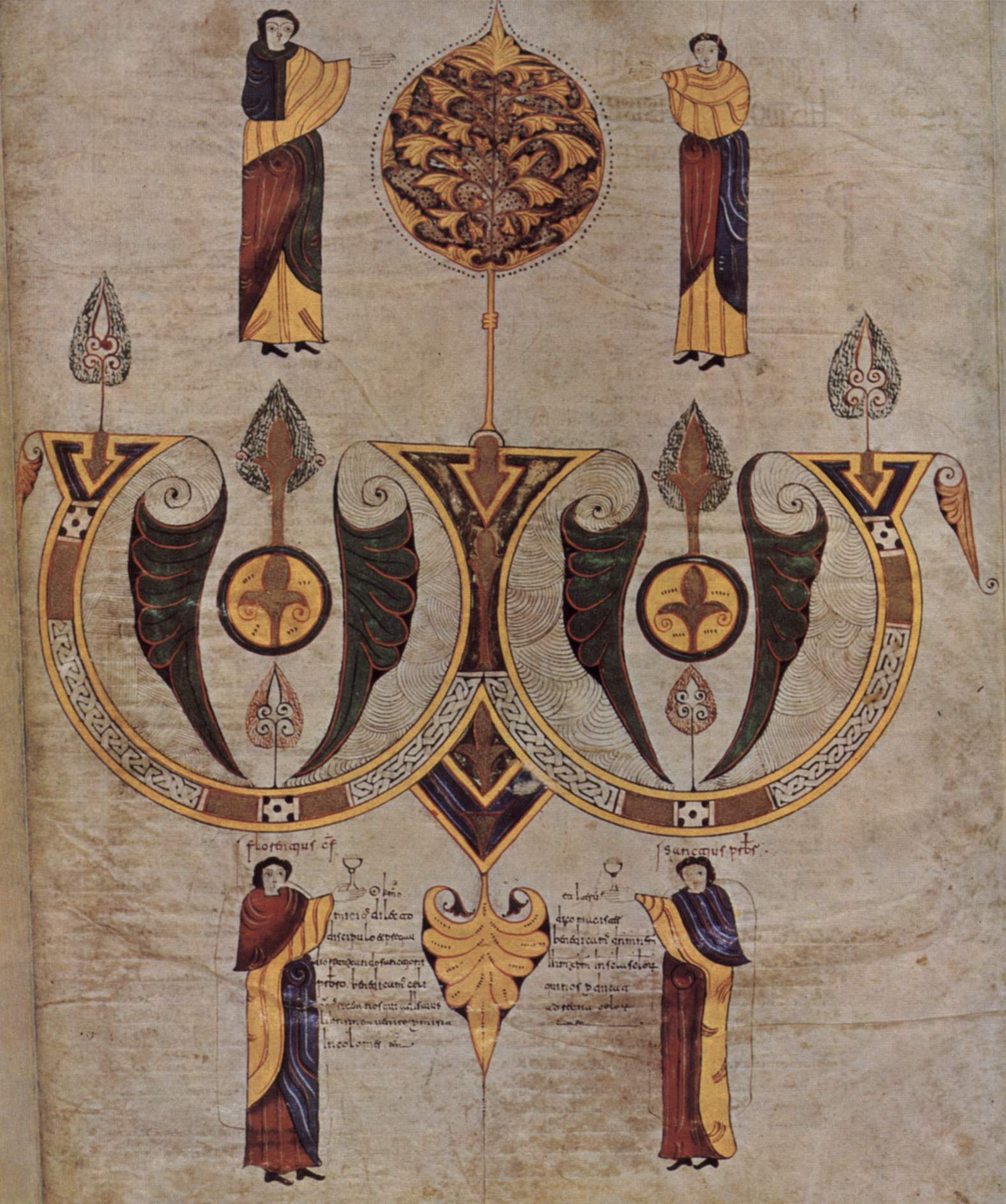
Pagina miniata della Bibbia di León (circa 960), lettera greca òmega.

Il rito mozarabico (o altrimenti detto visigotico, ispanico, toledano o isidoriano) è una liturgia della Chiesa cattolica nata nel IV secolo nella Penisola iberica (più precisamente nelle regioni appartenenti all'antico regno visigoto di Toledo), che è stata praticata fino all'XI secolo nei territori ispanici, tanto in quelli cristiani quanto in quelli musulmani. Questo rito è tuttora utilizzato dalla Chiesa latina in alcune regioni spagnole e per la Chiesa spagnola riformata episcopale (anglicana). Ad esso si associa un tipo di canto, impropriamente chiamato canto mozarabico.

## Etimologia
Dopo la conquista araba e la conseguente espansione dell'islam nella penisola iberica dopo il 711, i cristiani ispanici continuarono a celebrare i riti secondo la loro liturgia. Costoro venivano chiamati dai nuovi dominatori mozárabes (muzárabes, mostárabes). L'origine del termine non è nota precisamente; si presume che derivi da musta'rab, parola che designava una persona arabizzata.

## Evoluzione storica
La ricostruzione della storia della liturgia ispanica è molto difficile, e ciò è dovuto al fatto che le fonti letterarie più antiche risalgono soltanto al VII-VIII secolo; la maggior parte del repertorio utilizzato in Spagna e nella Gallia Narbonense ci è stato trasmesso in codici di datazione compresa tra il VIII e il XII secolo, ed un importante numero di copie sono state realizzate nelle legatorie toledane ancora nel XIV secolo, con la conseguente perdita di fedeltà alle notazioni musicali che i copisti non conoscevano più.

### Origine della liturgia
Sappiamo davvero poco dell'origine e della formazione del rito mozarabico e del canto ad esso associato. Ovviamente, si ebbero in relazione alla diffusione del Cristianesimo nella penisola iberica durante i primi secoli dopo la morte di Cristo. La provincia dell'Hispania, infatti, fu una di quelle che più velocemente vennero convertite al nuovo culto tra tutte quelle dell'Impero romano d'Occidente, evento favorito da tre importanti fattori:
- l'esistenza di una ricca e antica comunità ebraica, probabilmente legata alle coste spagnole già dai tempi della colonizzazione fenicia - fatto attestato dai riferimenti al commercio con la città di Tartesso che appaiono nella Bibbia (I libro dei Re, Tobia, Giona). Questa comunità crebbe notevolmente dopo l'esilio degli ebrei da Roma (sotto l'imperatore Claudio) e la diaspora seguita alla repressione delle ribellioni dei Giudei nel I e II secolo, sotto gli imperatori Vespasiano, Tito, Domiziano e Adriano;
- la numerosa popolazione militare stanziata al confine con i Cantabri;
- l'alacre attività di evangelizzazione compiuta dai discepoli di san Giacomo Maggiore (se non da lui stesso) e da san Paolo, che raggiunse la penisola iberica durante i suoi viaggi, ed è tradizionalmente considerato il fondatore delle diocesi di Carthago Nova (odierna Cartagena) e di Hispalis (oggi Siviglia).

#### Influenza della liturgia sinagogale
La maggior parte delle comunità ebraiche spagnole, durante i primi secoli dell'era cristiana, rimase fedele alle proprie credenze religiose: nella penisola era già presente un'efficiente organizzazione sinagogale, dalla quale successivamente deriveranno sia la corrente sefardita sia la Qabbalah. Al contrario, una discreta parte degli ebrei arrivati dopo le ribellioni degli Zeloti e la distruzione di Gerusalemme (70) si convertì alla nuova religione cristiana, che, in un primo tempo, non era considerata altro che una "setta" dell'Ebraismo stesso.
Dopo il Concilio di Gerusalemme e l'integrazione a tutti gli effetti dei gentili nelle comunità cristiane, queste si distanziarono definitivamente dalle sinagoghe e cominciarono a sviluppare culti propri, fondamentalmente incentrati su questi tre aspetti:
- la celebrazione della domenica in luogo del sabato ebraico;
- la commemorazione dell'Ultima Cena nei riti eucaristici;
- la lettura delle Sacre Scritture, che, mano a mano, incorporarono anche il Nuovo Testamento.

Formalmente, il culto cristiano al principio non era differente da quello giudaico, e lo divenne separandosi a poco a poco da esso, anche laddove la presenza di elementi "gentili" era preponderante. Alcuni affermano che fino agli inizi del IV secolo non si sia attuata de facto la divisione tra ebrei e cristiani nella Penisola, che le relazioni tra le due comunità fossero stretti, e che tenessero pratiche liturgiche comuni.
In realtà il processo di persecuzione perpetrato contro le comunità cristiane sotto diversi imperatori (Nerone, Vespasiano, Adriano, Settimio Severo, Decio, Diocleziano, ecc.) e dai governatori locali, furono fattori importanti per la separazione tra le due comunità. Così appare raccolto negli atti del Concilio di Elvira (odierna Granada), che si svolse verso l'anno 300 o 303, anteriore alla grande persecuzione di Diocleziano. In questo sinodo, presieduto da Osio, vescovo di Cordova, padre della Chiesa Spagnola, vi si definirono le relazioni tra i cristiani e le altre comunità ebraiche, eretiche e pagane e, specificatamente, si allude alla celebrazione della messa e dei sacramenti, trasmettendoci le prime notizie attendibili riguardo al rito che sarà successivamente chiamato mozarabico.
L'importanza del culto sinagogale nella liturgia cristiana è presente e rintracciabile soprattutto in due aspetti:
- la salmodia (la recitazione dei Salmi)
- la lectio (la lettura della Bibbia)

#### Altri apporti

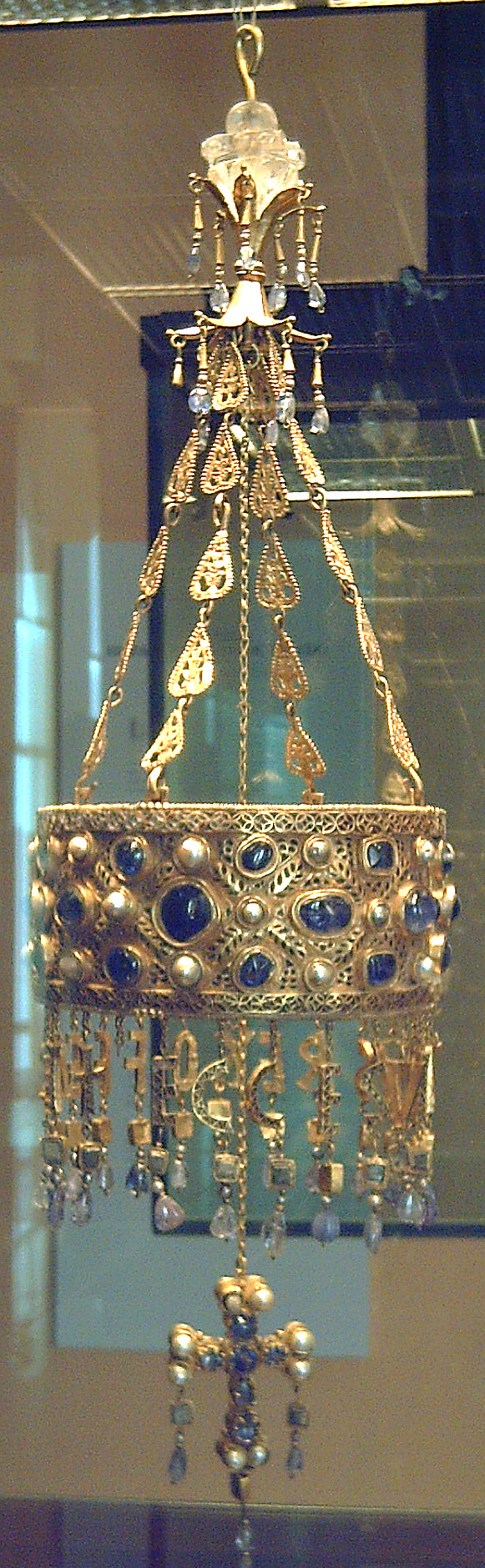
Corona votiva di Reccesvindo (morto nel 672), parte del cosiddetto Tesoro de Guarrazar, Museo Archeologico Nazionale di Spagna (Madrid).

Oltre alla liturgia ebraica, ci furono altri fattori che influirono nella formazione e configurazione del rito e del canto mozarabici. Tra questi è necessario citare elementi pre-romani (Celtiberi) e romani.
Le diverse celebrazioni religiose dell'antichità racchiudevano tutte le liturgie, i sistemi di recitazione e di organizzazione musicale. L'interrelazione culturale che si produsse all'interno dei territori dell'Impero romano ha reso molto difficile distinguere le une dalle altre, soprattutto quando entrarono in contatto i cristiani di diverse aree d'Oriente e d'Occidente. Certamente si può ben notare un sostrato comune nelle differenti liturgie cristiane di aree distinte dell'impero, soprattutto tra quelle occidentali che ci sono giunte più complete: la romano-gregoriana, la milanese o ambrosiana, e la mozarabica o ispanica. Questo sostrato comune si è riflesso in particolare nell'evoluzione del responsorio, canti salmodici di origine ebraica che in questi tre riti cattolici si sono convertite in melodie molto melismatiche. Un altro esempio di questa comune evoluzione è il recitativo.

### Consolidamento del rito mozarabico
Dopo la fine dell'Impero romano d'Occidente ad opera del capo guerriero erulo Odoacre (476) e con la formazione in Hiberia e in Gallia meridionale del regno visigoto di Toledo, si consolidarono l'unità e la specificità della Chiesa Spagnola, strettamente legata alla tradizione latina e in perenne lotta con l'eresia ariana dei nuovi dominatori.
La derivazione del clero cattolico ispanico dalla popolazione romana, contro quello ariano di origine germanica, fissarono le tradizioni culturali dell'impero nella Penisola iberica più che in qualunque altra regione dell'occidente europeo. Di fatto, il caso spagnolo fu un'eccezione di sviluppo culturale in quei tempi così turbolenti, che terminò con il III Concilio di Toledo (aperto l'8 maggio 589), quando il re Recaredo I si convertì, insieme con la nobiltà sueba e visigota.
La forza della Chiesa spagnola si riflesse tanto sulla sua attività conciliare (si tennero ben quattordici concili nazionali a Toledo, più numerosissimi provinciali: a Saragozza, Tarragona, Cartagena, Siviglia ecc.), quanto nella quantità di ecclesiastici eruditi, tra cui i santi Isidoro di Siviglia, Fruttuoso e Martino di Braga, Leandro di Siviglia, Ildefonso di Toledo, Braulione di Saragozza, ecc.
La fissità e la ricchezza del rito mozarabico si incontrano rispecchiate nei canoni conciliari e negli scritti ecclesiastici, specialmente nel De Ecclesiasticis Officiis e nella Regula Monachorum di Isidoro di Siviglia e nelle regole dei santi Fruttuoso e Martino di Braga. Si incorporò il sistema di notazione musicale greco-romano attraverso le opere di Boezio, Cassiodoro e altri, diffuse nelle Etymologiae di Isidoro, e si assunse l'organizzazione di canti distinti in diversi messali, codici liturgici e regole monastiche.
In questo periodo si cristallizzò anche l'influenza di altre liturgie cristiane: quella mozarabica acquisì l'Inno, proprio del rito ambrosiano, la Scholastica dalla tradizione romana; e si diffusero ampiamente le musiche cantate di origine orientale a causa della presenza bizantina, per più di un secolo, sulla costa orientale della Penisola.

### Chiesa mozarabica

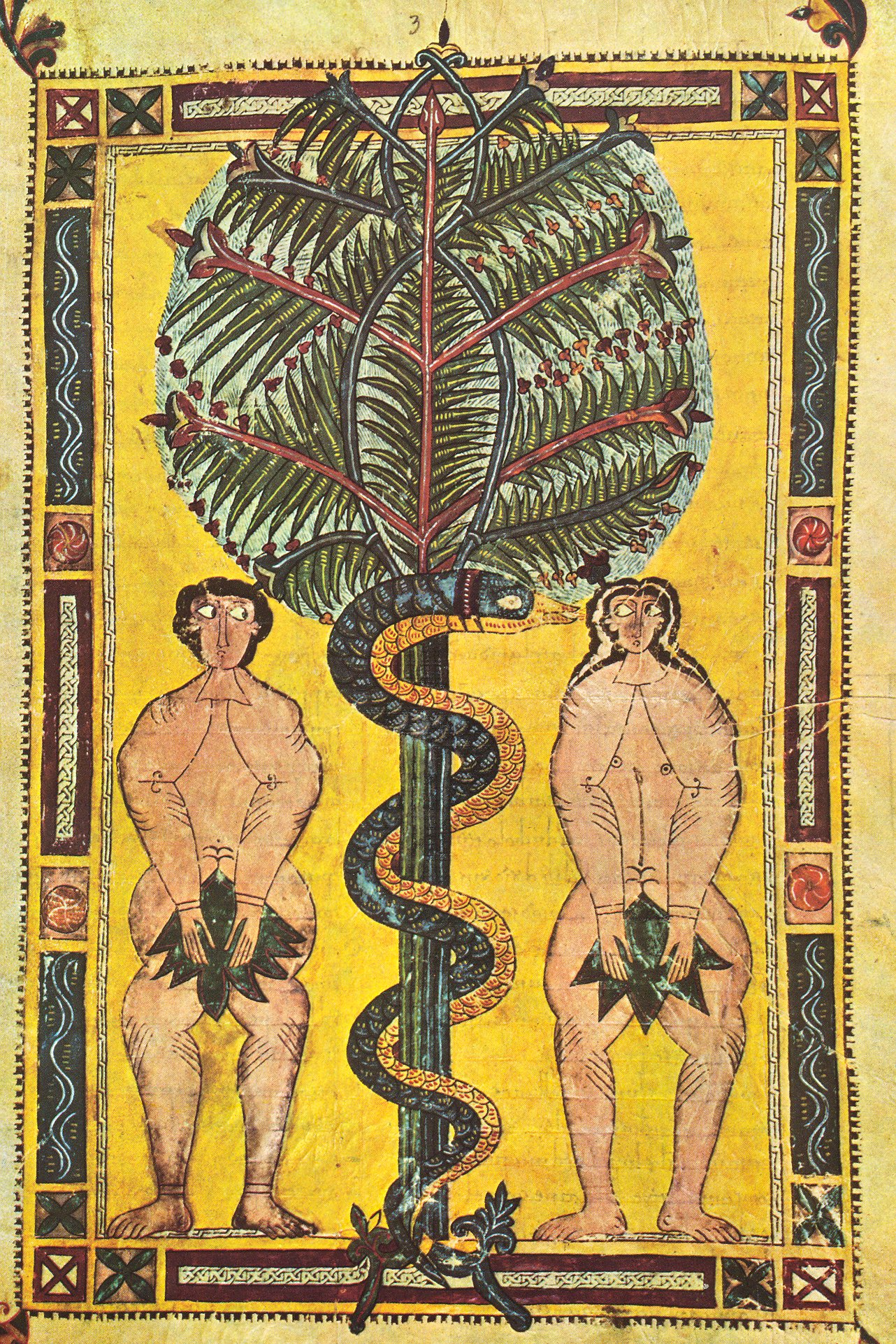
Il peccato originale, miniatura mozarabica del Beato de El Escorial, Biblioteca reale del monastero di San Lorenzo dell'Escorial.

Dopo la conquista musulmana della penisola iberica nel 711, la vitalità e l'originalità della liturgia ispanica rimasero sorprendentemente incorrotte, tanto nei nuclei cristiani rimasti isolati nel nord della regione, quanto nelle comunità assoggettate al dominio arabo.
Subito la Catalogna, inglobata nel regno dei Carolingi, abbandonò il rito mozarabico e adottò modelli pre-gregoriani, con la diffusione già nel IX secolo della liturgia romana in molte delle sue diocesi. Questo fenomeno non si verificò negli altri due regni cristiani spagnoli, la Navarra e le Asturie, che mantennero come simbolo di identità nazionale l'eredità visigota. Furono estremamente restie all'acquisizione del rito romano, sempre associato al potere imperiale franco e, successivamente, del Sacro Romano Impero Germanico.
Sebbene l'apertura della società andalusa avesse permesso ai cristiani la partecipazione alla vita culturale e civile, grazie all'assunzione dell'arabo (o degli idiomi berberi) come lingua colta, essi mantennero il latino come lingua privata e rituale, conservando intatto il legame liturgico e musicale con l'epoca visigota. La costante pressione sulla popolazione cristiana, tuttavia, provocò un crescente movimento migratorio dal sud della Spagna verso nord. Il trasferimento di questa enorme massa di persone (e il suo conseguente insediamento nei regni settentrionali) generò due tradizioni liturgiche che si evolsero differentemente, e una terza nata nei monasteri spagnoli:
- la tradizione toledana, più conservatrice, nei territori musulmani. Il suo centro originale fu senza dubbio Siviglia. Successivamente, dopo la migrazione dei Mozárabes nel nord, si sviluppò in diverse aree, in particolare nel regno di León.
- la tradizione castigliano-leonese, con importanti centri nei principali monasteri centrali: Frómista, Silos, Sahagún, e nelle cattedrali di León, Oviedo, Pamplona e Burgos.
- la  tradizione riojana (o de La Rioja), con il centro principale nel monastero di San Millán de la Cogolla, e che nacque dal "patto monastico" sancito dai diversi gruppi di monaci mozarabi che si allontanarono da queste terre dopo l'esodo dai territori musulmani.

### Lotta contro la liturgia romana

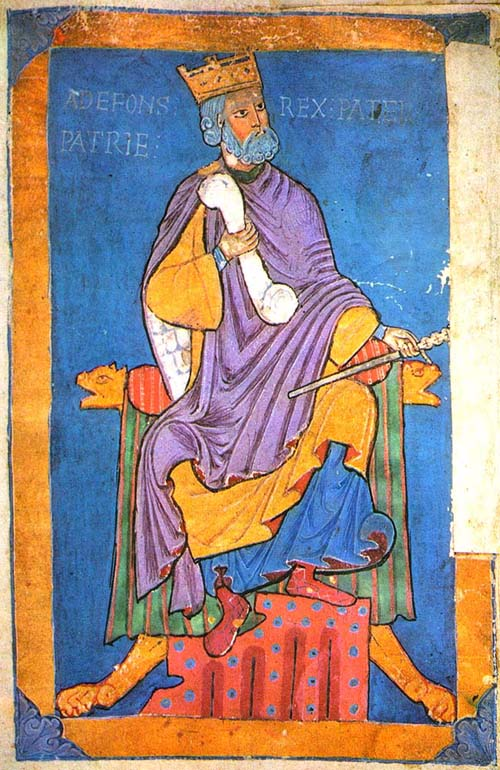
Alfonso VI di Castiglia-León in un dipinto del XII secolo.

A metà dell'XI secolo il rito mozarabico cominciò ad essere soppiantato dalla liturgia romano-gregoriana. I re di Navarra e di Castiglia incoraggiarono l'arrivo di monaci che sottostavano alla regola di san Benedetto da Norcia, e aderirono alle tesi riformiste dei papi Gregorio VII e Urbano II. L'uniformazione al rito romano dalla precedente liturgia mozarabica prese inizio con il Concilio di Coyanza (1050), durante il quale si permise a cattedrali e abbazie di adottare il canone gregoriano. La resistenza del clero locale fu considerevole, tuttavia la situazione diventò alquanto sfavorevole sotto il regno di Alfonso VI di Castiglia, il quale, nel 1080, convocò un sinodo generale del suo regno a Burgos, e dichiarò ufficialmente l'abolizione del rito mozarabico a favore di quello romano. Poiché l'opposizione del clero e del popolo a questo cambiamento fu violenta, il re compì due atti simbolici: un torneo, nel quale due cavalieri difendevano l'uno il rito mozarabico, l'altro quello romano (che si concluse con la vittoria del primo) e l'ordalia, durante il quale furono sottoposti alla prova del fuoco due libri liturgici, uno mozarabico, l'altro romano. Le cronache riportano che, poiché il primo non si incendiava, il sovrano in persona si avvicinò alla brace e lo spinse con un calcio in mezzo alle fiamme, dichiarando vincitore il rito romano-gregoriano.
Tuttavia, durante l'assedio di Toledo (1085), Alfonso tornò a considerare la sopravvivenza del rito ispanico, che la popolazione mozarabica della città rifiutava di abbandonare. Come clausola nel patto di conquista, sei parrocchie toledane ottennero il permesso di conservare l'antica liturgia, e in contrapposizione il papa, con l'approvazione del re castigliano, nominò come primo arcivescovo della città un monaco cluniacense, don Bernardo. Il rito mozarabico si mantenne, a partire da questo episodio, soltanto nelle comunità cristiane ancora sottomesse agli arabi musulmani, nonostante fossero in progressiva decadenza.
Durante il resto del processo di riconquista della Spagna (tanto quello castigliano, quanto quello aragonese), una delle clausole sempre presenti nei patti di tregua o di resa era la rinuncia del clero e del popolo mozarabo all'antica liturgia ispanica; ciò causò la scomparsa delle antiche usanze man mano che i diversi territori venivano incorporati nei regni cristiani. Soltanto una comunità si era salvata nella città di Cordova, riconquistata da Ferdinando III già nel XIII secolo; tuttavia l'emigrazione dei Mozàrabes verso nord e la successiva ripopolazione della regione con castigliani della Meseta, fecero sì che anche quest'ultima comunità si estinguesse in meno di cinquant'anni.

### Riforma di Cisneros

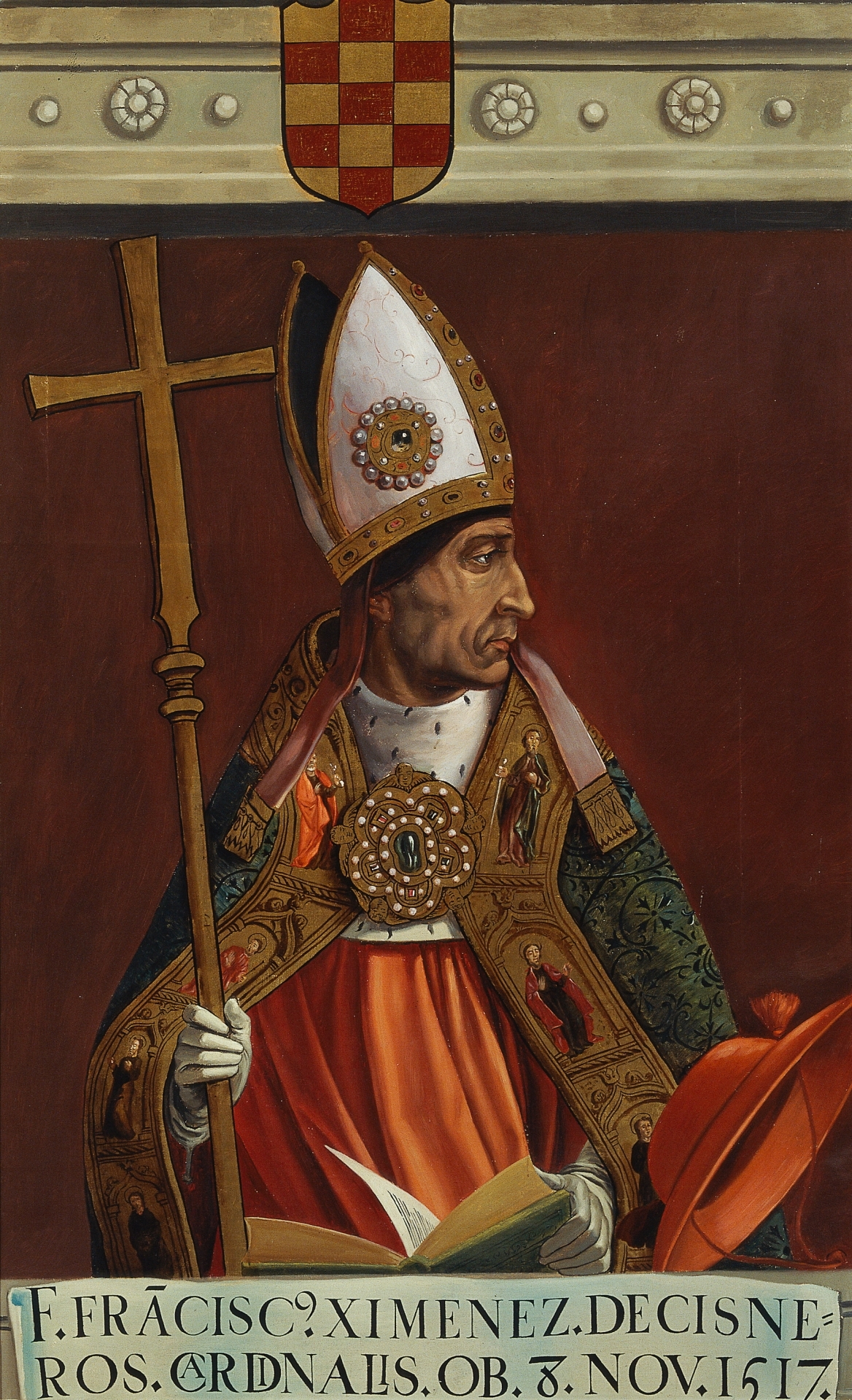
Francisco Jiménez de Cisneros, cardinale arcivescovo di Toledo.

Dopo questi fatti, la liturgia mozarabica perse rapidamente terreno a vantaggio di quella gregoriana, e, come è stato già detto, continuò ad essere praticata nella sola città di Toledo, tra l'altro in condizioni piuttosto precarie. Così, in pieno processo riformatore della Chiesa Spagnola, con l'appoggio della regina Cattolica, il cardinale Francisco Jiménez de Cisneros, arcivescovo di Toledo, nel 1495 fece costruire una cappella all'interno della cattedrale di Toledo (dedicata al Corpus Christi) perché si mantenesse la liturgia tradizionale, dotandola di una rendita per il proprio mantenimento e di sacerdoti provenienti dal suo capitolo cattedrale. In questo modo cominciò un importante lavoro di compilazione e riordinamento liturgico - ciascuna parrocchia, infatti, celebrava la messa e gli uffici in maniera differente e la tradizione orale che tramandava i canti stava andando perduta - e riunì grandi quantità di codici provenienti da tutto il regno: elaborò una ricostruzione dei testi e uno studio delle risorse liturgiche, che culminò nella stampa di un nuovo messale e di un breviario. In essi erano state trascritte le musiche che ancora si tramandavano in notazione quadrata: i testi antichi che si erano conservati permisero una ricostruzione approssimativa dell'antico rito mozarabico così com'era stato in epoca visigota; tuttavia lo stesso non poté essere fatto con il canto.
Al giorno d'oggi, si conservano manoscritti di secoli compresi tra il IX e il XI, contenenti praticamente tutto il repertorio canoro mozarabico; il problema è che sono scritti in notazione neumatica che non indica gli intervalli, e pertanto non possono essere letti. Solo ventuno di essi possono oggi essere eseguiti, poiché sono stati ritrovati in diversa notazione su un manoscritto successivo risalente al XIII secolo. Per questo, neppure le melodie restaurate e trascritte dal cardinal Cisneros sono realmente autentiche, a eccezione di alcuni recitativi tramandatisi per via orale.

### Ultime riforme del rito

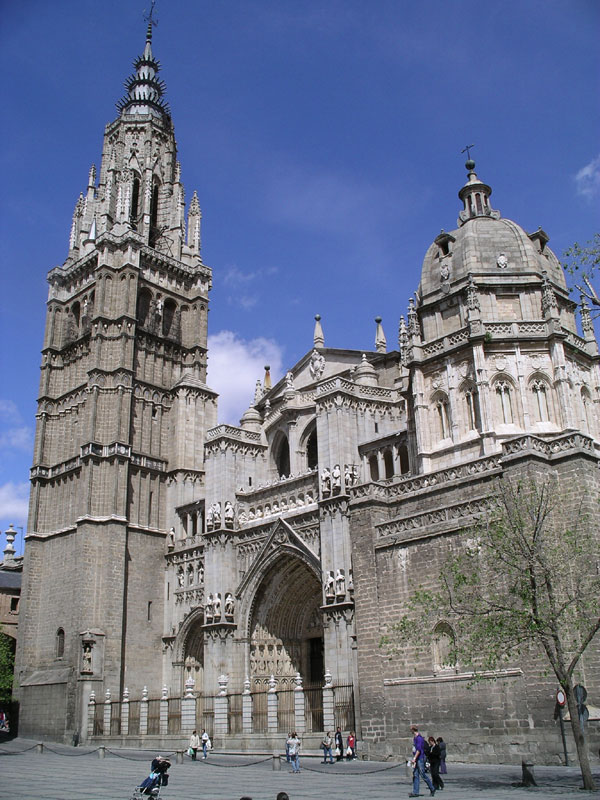
Facciata principale della Cattedrale di Toledo: la cupola di destra appartiene alla cappella mozarabica del Corpus Christi.

Durante il corso del XVIII secolo, le edizioni del messale mozarabico curate da monsignor Cisneros vennero più volte revisionate e manipolate.
Fino alla metà del Novecento, le riforme settecentesche apportate per ultime al canone ispanico non vennero modificate. Fu solo con il Concilio Vaticano II che il clero spagnolo tornò ad interessarsi al rito visigotico: anche a Roma, infatti, le alte gerarchie avevano compreso il grande potenziale di questa liturgia, ricca di storia e di cultura. Venne uniformato alla Costituzione Apostolica sopra la Sacra Liturgia, che si prefiggeva come obiettivo il ritorno alla purezza primitiva del canone, oltre ad imporne la celebrazione almeno una volta al giorno nella cattedrale di Toledo. Papa Giovanni Paolo II ne permise l'uso in qualsiasi luogo della Spagna, laddove la devozione popolare o l'interesse storico-culturale lo richiedessero. La revisione fu promossa e attuata dal cardinale Marcelo González Martín, in qualità di arcivescovo di Toledo - Responsabile Superiore del Rito e Presidente della Commissione di Liturgia della Conferenza Episcopale. Si nominò una équipe di esperti sacerdoti toledani e di altre diocesi, di diverse congregazioni religiose, che nel giro di un solo anno, consultando archivi e biblioteche, manoscritti e codici pubblicati, riuscirono a restituire l'antichissimo messale mozarabico alla sua autenticità e genuina bellezza, eliminando le impurità che erano state aggiunte attraverso i secoli.
Nel 1992 venne presentato il primo volume del Nuovo Messale Ispano-Mozarabico a Giovanni Paolo II, che celebrò la messa con questo rito il 28 maggio dello stesso anno, solennità dell'Ascensione di Gesù, divenendo il primo pontefice ad averlo utilizzato a Roma.

## Strutture liturgiche

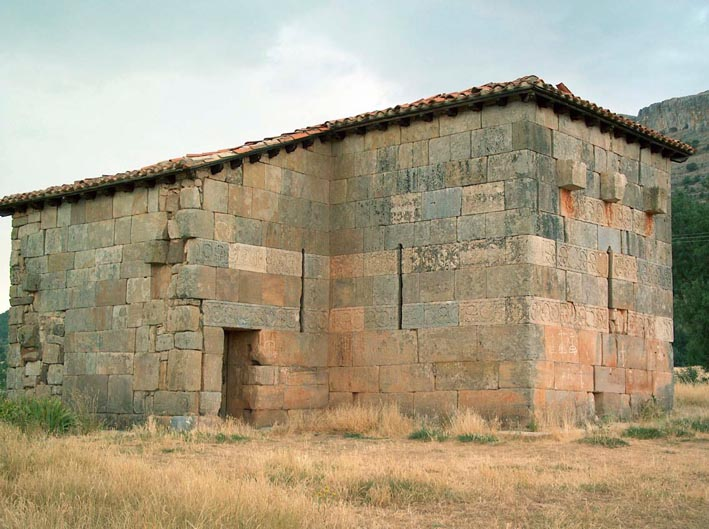
Chiesa visigota di Santa María de Quintanilla de las Viñas, Burgos.

Le diverse tradizioni rituali mozarabiche - la castigliano-leonese (che chiameremo "tradizione A"), la toledana e riojana (che chiameremo entrambe "tradizione B") - si differenziano tra loro più per l'ordine degli elementi liturgici nelle proprie strutture che per lo schema generale. Questo ci fa capire che il canone ispanico, al di là delle diverse manifestazioni regionali, mantiene una forte unità strutturale, comparabile a quella della liturgia romano-gregoriana.
La diversità di queste tre tradizioni, tuttavia, non è evidente, giacché i diversi manoscritti ci tramandano soltanto le parti che si credevano necessarie, omettendo quelle che si cantavano ogni giorno (oggi le conosciamo grazie alla tradizione orale toledana, recuperata dalla riforma di Cisneros) e i recitativi. Inoltre, sebbene il corpo liturgico abbia un carattere unitario, nella maggior parte dei casi si mantengono costumi devozionali propri, che ci sono stati trasmessi grazie all'infaticabile opera dei copisti.
Possiamo distinguere chiaramente, in primo luogo, la Messa, universale e identica per tutte le chiese e i monasteri, e l'ufficio divino, reso particolare e distintivo da ogni chiesa episcopale - ordo cathedralis - e da ogni monastero - ordo monasticus -. Il I Concilio di Braga (561 o 563) distinse chiaramente i due ordines.

### La messa mozarabica
La messa, come nel resto dei riti cristiani, consiste in due parti: la Liturgia della Parola (composta da letture e canti), e la Liturgia Eucaristica (composta da formule, orazioni e altre preghiere). Nello schema originale, che ha mantenuto più o meno inalterata la riforma del rito attuata sotto il patrocinio di Cisneros, è la seguente:
Liturgia della Parola
- Prelegendum
- Gloria in excelsis Deo
- Graecum (o Agios o Theos; nella liturgia romana viene detto solo in occasione del Venerdì santo)
- Orazione
- Lettura dell'Antico Testamento
- Benedictiones
- Psallendum e, sotto Quaresima, i Threni
- Clamores
- Apostolus
- Processione del Vangelo
- Evangelium (lettura del Vangelo)
- Omelia
- Laudes o Alleluja

Liturgia Eucaristica
- Offertorio
  - Preces
  - Sacrificium
  - Oratio admonitionis
  - Acclamazione Agios
  - Orazione
  - Alia (orazione variabile)
  - Díptica (commemorazione dei santi, dei defunti e degli offerenti)
  - Orazione Post nomina
- Rito della pace
  - Orazione Ad pacem
  - Benedizione del celebrante
  - Invito alla pace
  - Canto Ad pacem
  - Inlatio, orazione di connessione con il Sanctus
  - Ad Sanctus. Responsorio che introduce il Sanctus. Si canta solo nelle grandi festività
  - Acclamazione e Sanctus
  - Orazione Post Sanctus
  - Rito della Consacrazione
  - Orazione Post pridie
  - Doxología: elevazione e ostensione dell'Ostia
- Frazione del pane
  - Ad confirmationem panis. Antifona che si cantava al momento della frazione del Pane. Originariamente aveva una forma responsoriale.
  - Frazione del Pane
  - Credo. Preceduto da un invito, fu introdotto nella liturgia mozarabica molto prima che in quella romana, a causa degli influssi della Chiesa bizantina
  - Ad orationem dominicam. Introduzione al Padre nostro
  - Pater Noster
  - Canto Sancta Sanctis
  - Benedizione sacerdotale
  - Canto Ad accedentes
  - Canto Repletum o Refecti
  - Orazione Completuaria
- Commiato
  - Moniciones ed eventuali avvisi
  - Formula "Solemnia completa sunt" (trad.: "Le solennità sono concluse")

Questa messa viene celebrata giornalmente nella cattedrale maggiore di Toledo in lingua latina. Il monastero di San Pasquale de Madrid compie una celebrazione a settimana (il martedì alle ore 18.00), e con speciali solennità il 2 gennaio In caput anni, e la festa della Vergine il 18 dicembre. Nel monastero asturiano di El Salvador de Valdedios, questa liturgia viene celebrata un sabato al mese.

### Ordo cathedralis

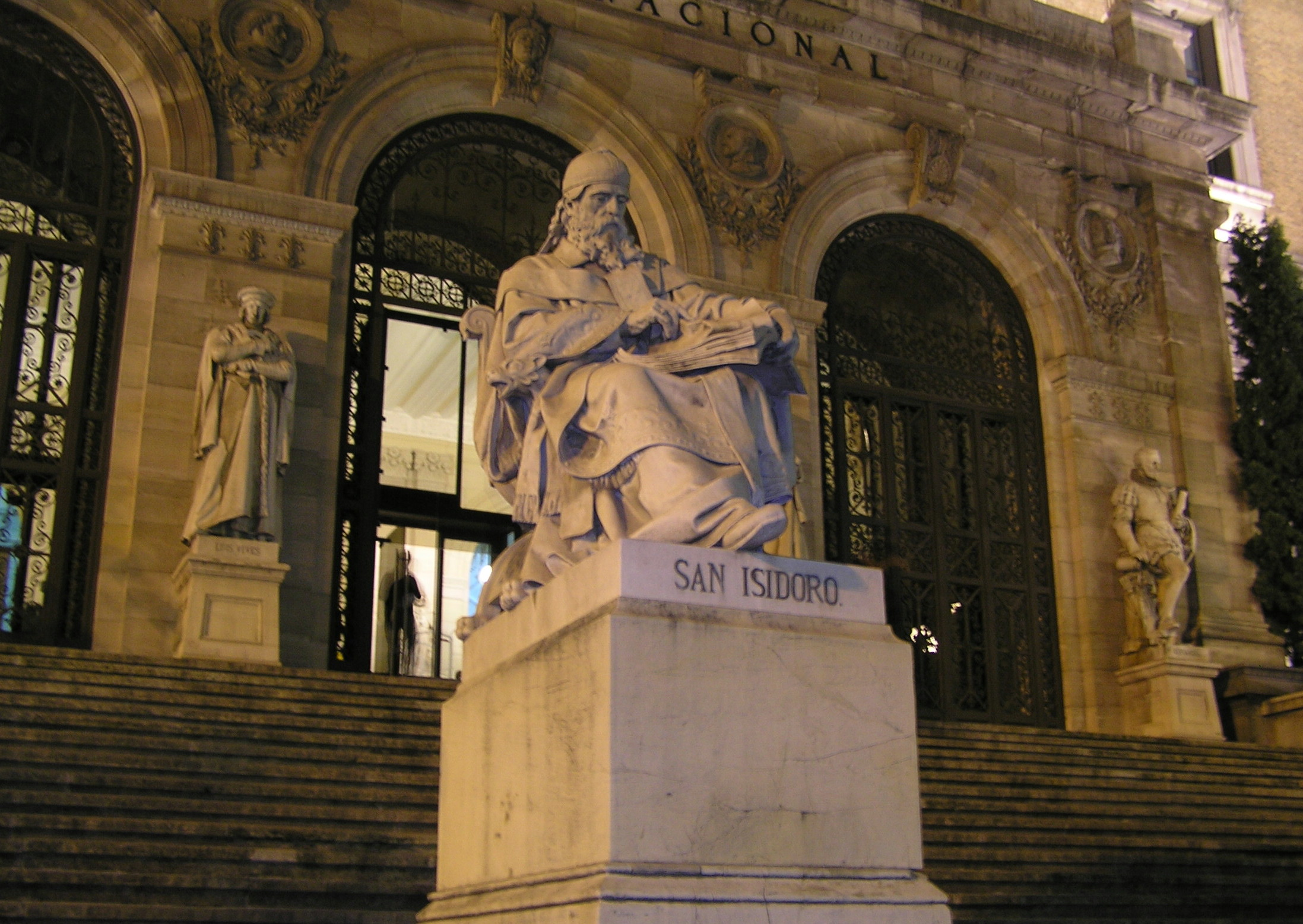
Il De ecclesiasticis Officiis di Sant'Isidoro di Siviglia è la fonte più completa per conoscere le antiche strutture del rito mozarabico (scultura del Santo sulla scalinata della Biblioteca Nacional de Madrid).

Sono le orazioni liturgiche che si tengono pubblicamente in chiesa e che, secondo i dettami del Concilio Vaticano II, i chierici spagnoli devono compiere quotidianamente. All'inizio, questo ufficio era composto dal Matutinum e dal Vesperum. Il XI Concilio di Toledo include la messa come un'ora canonica, e ordina che i religiosi debbano pregare anche alla Tertia, Sexta e Nona ora del Officium monasticum.

#### Officium matutinum
- Matutinum feriale.
  - Salmo 3.
  - Missa.
  - Responsorium.
  - Salmo 50.
  - Canto profetico (tradizione B).
  - Salmo mattutino.
  - Salmo laudate e antifona.
  - Lectio.
  - Inno.
  - Versus.
  - Supplicatio litaniae (tradizione B).
  - Orazione Completuria.
  - Pater Noster.
  - Preghiera (tradizione B).
  - Benedizione (tradizione A).
- Matutinum domenicale.
  - Inno Aeterne rerum conditor e antifona.
  - Salmo 3 e antifona.
  - Salmo 50 e antifona.
  - Salmo 56 e antifona.
  - Orazione dei salmi 3, 50 e 56.
  - Missa (tradizione A).
  - Lectio.
  - Responsorio.
  - Canto profetico, con antifona e orazione.
  - Benedictiones.
  - Sono.
  - Salmo Laudate e antifona.
  - Lectio delle Sacre Scritture.
  - Te Deum.
  - Versus (tradizione A).
  - Supplicatio litaniae (tradizione B).
  - Orazione Completuria.
  - Petizione.
  - Psallendum.
  - Orazione.
- Matutinum festivo.
  - Salmo 3 e antifona.
  - Missa (tradizione A).
  - Lectio dei testi del Papa delle vite dei martiri.
  - Responsorio.
  - Orazione.
  - Salmo 50 e antifona.
  - Canto profetico, con antifona e orazione (tradizione B).
  - Benedictiones.
  - Sono.
  - Salmo Laudate e antifona.
  - Lectio delle sacre Scritture.
  - Inno.
  - Versus (tradizione A).
  - Supplicatio litaniae (tradizione B).
  - Orazione Completuria.
  - Petizione (tradizione B).
  - Benedizione (tradizione A).
  - Psallendum.
  - Orazione.

#### Officium vespertinum
Il Vesperum mozarabico corrisponde ai vespri romani. La funzione è basata sulla ritualizzazione del rapporto Luce-Tenebre. Il suo schema è come segue:
- Rito della Luce
  - Accensione della lampada da parte del diacono.
  - Canto Vespertinum.
  - Orazione (tradizione B).
  - Sono.
- Salmodia.
  - Antifona e suo salmo.
  - Alleluiaticum.
  - Inno.
  - Versus (tradizione A).
- Conclusione.
  - Supplicatio litaniae e Kyrie eleison.
  - Orazione Completuria.
  - Canto profetico, con antifona e orazione (tradizione B).
  - Pater Noster.
  - Preghiera (tradizione B).
  - Benedizione.
- Processione.
  - Psallendum.
  - Orazione (tradizione B).

### Ordo monasticus
La liturgia praticata nei monasteri spagnoli ha un'impostazione che obbedisce al principio dell'universa laus ("orazione continua"), che tutti i frati devono praticare. L'impossibilità di rimanere perennemente a lodare Dio in comunità, impone l'organizzazione delle orazioni comuni nelle diverse ore canoniche (ore e vigilie), nelle quali i romani dividono il giorno e la notte. Così, sebbene originariamente l'orazione monastica consistesse nella recitazione quotidiana e ininterrotta dei centocinquanta salmi biblici, poco a poco la si limitò ai momenti più importanti dell'orario civile: si stabilì un'orazione ogni tre ore durante il giorno, e, per non dover svegliarsi che due sole volte durante la notte, si unirono le vigilie in un'unica orazione (i notturni). L'orario di recitazione è attualmente organizzato nel seguente modo:
- Ad vesperum (Ora canonica maggiore). Al tramonto.
- Ad nocturnos (Ora canonica maggiore). A mezzanotte.
- Ad matutinum (Ora canonica maggiore). All'alba.
- Ad tertiam (Ora canonica minore). Alle nove della mattina (meridie).
- Ad sextam (Ora canonica minore). A mezzogiorno.
- Ad nonam (Ora canonica minore). Alle tre del pomeriggio.

Le ore maggiori, salvi i notturni, hanno uno schema simile all'Ordo cathedralis, per questo motivo di seguito è riportato soltanto lo schema basilare dello sviluppo delle ore minori e dei notturni.

#### Ore minori
Esistono due varianti per la recitazione delle ore minori, secondo le due tradizioni liturgiche mozarabiche, anche se le formule - antifone, alleluiaticum, responsori, inni, ecc. - non differiscono tra loro.
- Tradizione A.
  - Responsorio (salvo che per l'ora nona).
  - Antifona 1, con salmo, versetto (se è domenica) e orazione.
  - Antifona 2, con salmo, versetto (se è domenica) e orazione.
  - Antifona 3, con salmo, versetto (se è domenica) e orazione.
  - Preces.
  - Lectio.
  - Inno.
  - Orazione Completuria.
  - Pater Noster.
- Tradizione B.
  - Lectio dell'Antico Testamento.
  - Antifona 1, con salmo e orazione.
  - Antifona 2, con salmo e orazione.
  - Antifona 3, con salmo.
  - Responsorio.
  - Laudes o Alleluja, tranne che sotto Quaresima.
  - Preces.
  - Inno.
  - Orazione Completuria.
  - Pater Noster.

#### Notturni
Gli uffici della notte hanno una struttura più complicata e stabile. Equivalgono alla Compieta del rito romano. Sebbene in origine fossero tre (come il numero di veglie della notte), la liturgia mozarabica le ha raccolte in una sola funzione, anche se, più tardi, la severità di vita dei monaci visigoti ripristinò la triplice recitazione organizzata nel seguente modo:
- Peculiaris vigilia ad medium noctis, un'ora prima della recitazione notturna.
- Ordo ad Nocturnos, l'ufficio della notte propriamente detto.
- Ordo peculiaris post Nocturnos, tre ore dopo.

La struttura dell'Ordo ad nocturnos è la seguente:
- Antifona unica per i tre salmi canonici (3, 50 e 56) e orazione.
- Missa 1: gruppo dei salmi cantati senza antifone.
- Responsorio.
- Missa 2.
- Responsorio.
- Missa 3.
- Responsorio.
- Missa dei cantici senza antifone né orazioni.
- Responsorio.
- Lectio breve dell'Antico Testamento.
- Lectio breve del Nuovo Testamento.
- Laudes o Alleluja con un versetto.
- Inno.
- Clamores.
- Supplicatio. Canto litanico in forma responsoriale e con carattere penitenziale.
- Orazione Completuria.
- Pater Noster.
- Benedizione.
- Miserationes. Canto in forma responsoriale.
- Orazione finale.